# Jan Feliks Bradke
Jan Feliks Bradke (ur. 18 maja 1898 w Zambrowie, zm. wiosną 1940 w Charkowie) – polski nauczyciel, podporucznik administracji rezerwy Wojska Polskiego, ofiara zbrodni katyńskiej.

## Życiorys
Urodził się 18 maja 1898 w Zambrowie w rodzinie Czesława i jego żony Walerii z d. Snarskiej. Średnie wykształcenie zdobył w łomżyńskim gimnazjum męskim. 
Należał do Polskiej Organizacji Wojskowej i w 1919 wstąpił do Wojska Polskiego. W szeregach 8 pułku artylerii ciężkiej oraz w czołówce sanitarno-kolejowej nr 42 „Wołyń” brał udział w wojnie polsko-bolszewickiej.
W 1923 wystąpił z wojska i podjął studia na wydziale matematyczno-przyrodniczym Uniwersytetu Warszawskiego, równolegle studiował geografię. W 1925 został minowany podporucznikiem rezerwy, a w dwa lata później ukończył naukę na uczelni.
Rozpoczął pracę jako nauczyciel w warszawskim Gimnazjum Męskim Wojciecha Górskiego. W 1935 wraz z żoną i starszą córką przeniósł się do Tomaszowa Mazowieckiego. Pracował jako nauczyciel fizyki, matematyki przyrody i geografii w tomaszowskim Gimnazjum i Liceum Humanistycznym Stowarzyszenia Szkolnego. 
W kampanii wrześniowej 1939 miał przydział jako oficer administracyjno-sanitarny do Armii "Łódź". Po agresji ZSRR na Polskę – w nieznanych okolicznościach dostał się do niewoli sowieckiej. Przebywał w obozie w Starobielsku. 29 listopada 1939 wysłał do żony i dwóch córek w Tomaszowie Mazowieckim kartkę pocztową z obozu w Starobielsku. Wiosną 1940 został zamordowany przez funkcjonariuszy NKWD w Charkowie i pogrzebany potajemnie w bezimiennej mogile zbiorowej w Piatichatkach, gdzie od 17 czerwca 2000 mieści się oficjalnie Cmentarz Ofiar Totalitaryzmu w Charkowie. Figuruje na Liście Starobielskiej NKWD, pod poz. 141(241).

## Upamiętnienie
- 5 października 2007 minister obrony narodowej Aleksander Szczygło mianował go pośmiertnie na stopień porucznika[4][5][6]. Awans został ogłoszony 9 listopada 2007 w Warszawie, w trakcie uroczystości „Katyń Pamiętamy – Uczcijmy Pamięć Bohaterów”[7][8][9].
- Dąb pamięci na terenie I Liceum Ogólnokształcącego w Tomaszowie Mazowieckim[10].